# Solarized
Solarized è il quarto album in studio da solista del cantautore inglese Ian Brown (ex The Stone Roses), pubblicato nel 2004.

## Tracce
1. Longsight M13 – 3:12
2. Time Is My Everything – 3:52
3. Destiny or Circumstance – 2:35
4. Upside Down – 3:12
5. Solarized – 3:47
6. The Sweet Fantastic – 3:52
7. Keep What Ya Got – 4:28
8. Home Is Where the Heart Is – 3:06
9. One Way Ticket to Paradise – 4:15
10. Kiss Ya Lips [No I.D.] – 3:56
11. Happy Ever After – 2:46